# Foire de Milan

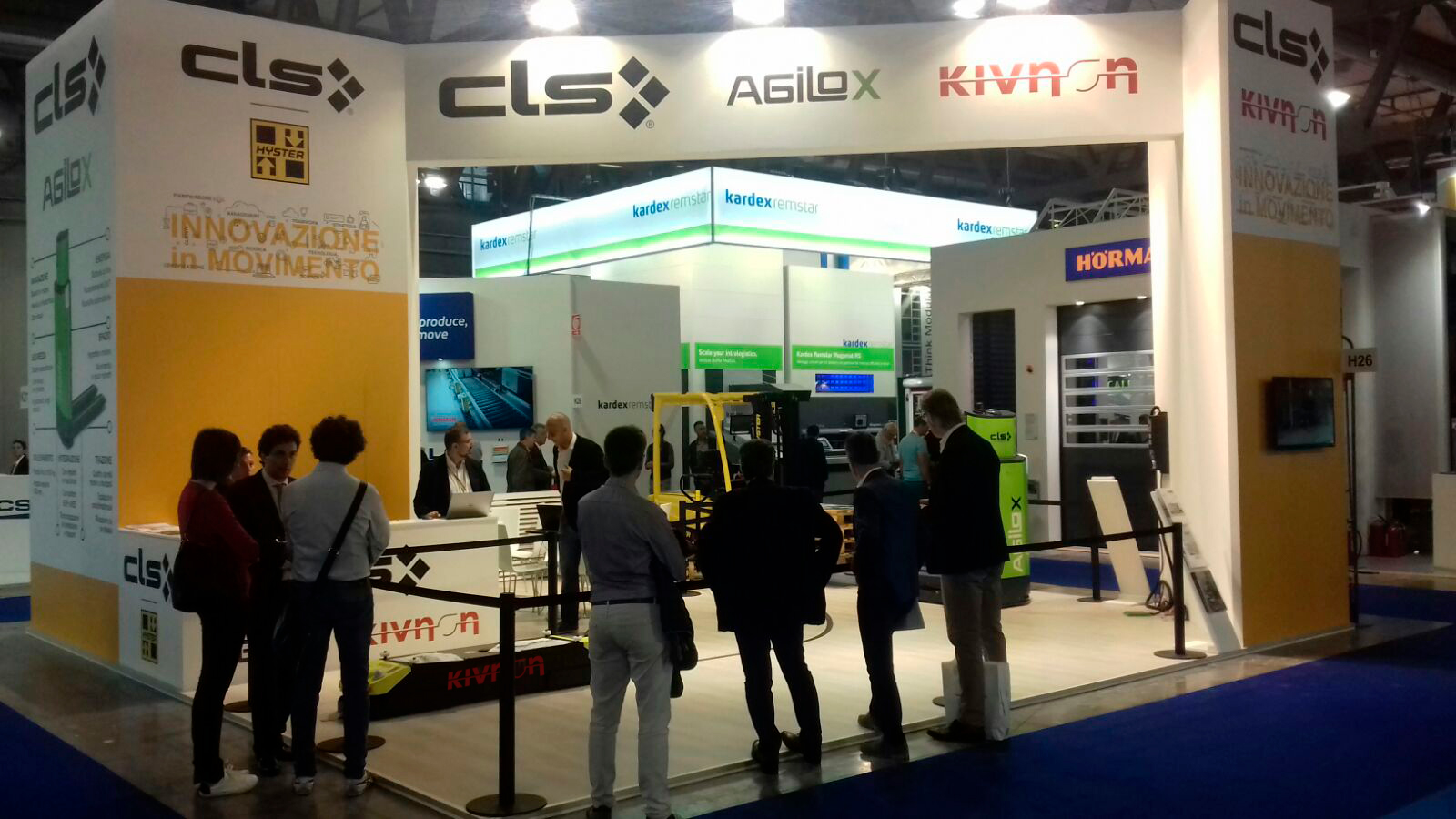
Vue d'un stand à Intralogistica Italia 2018 (Milan).

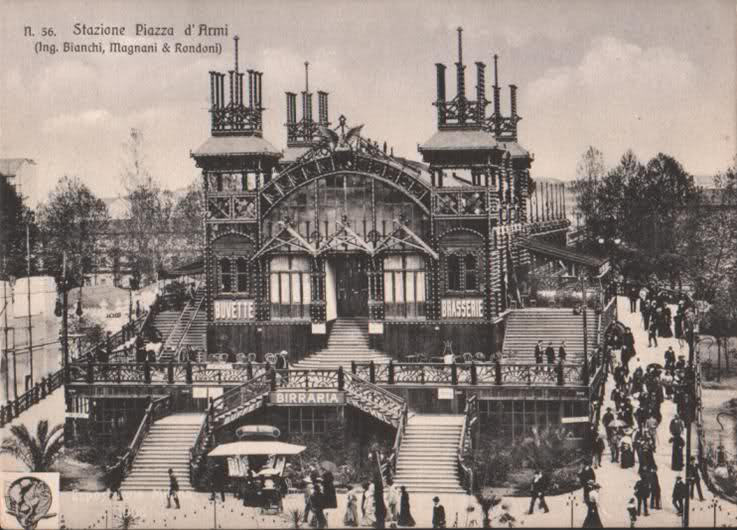
Une exposition de 1906.

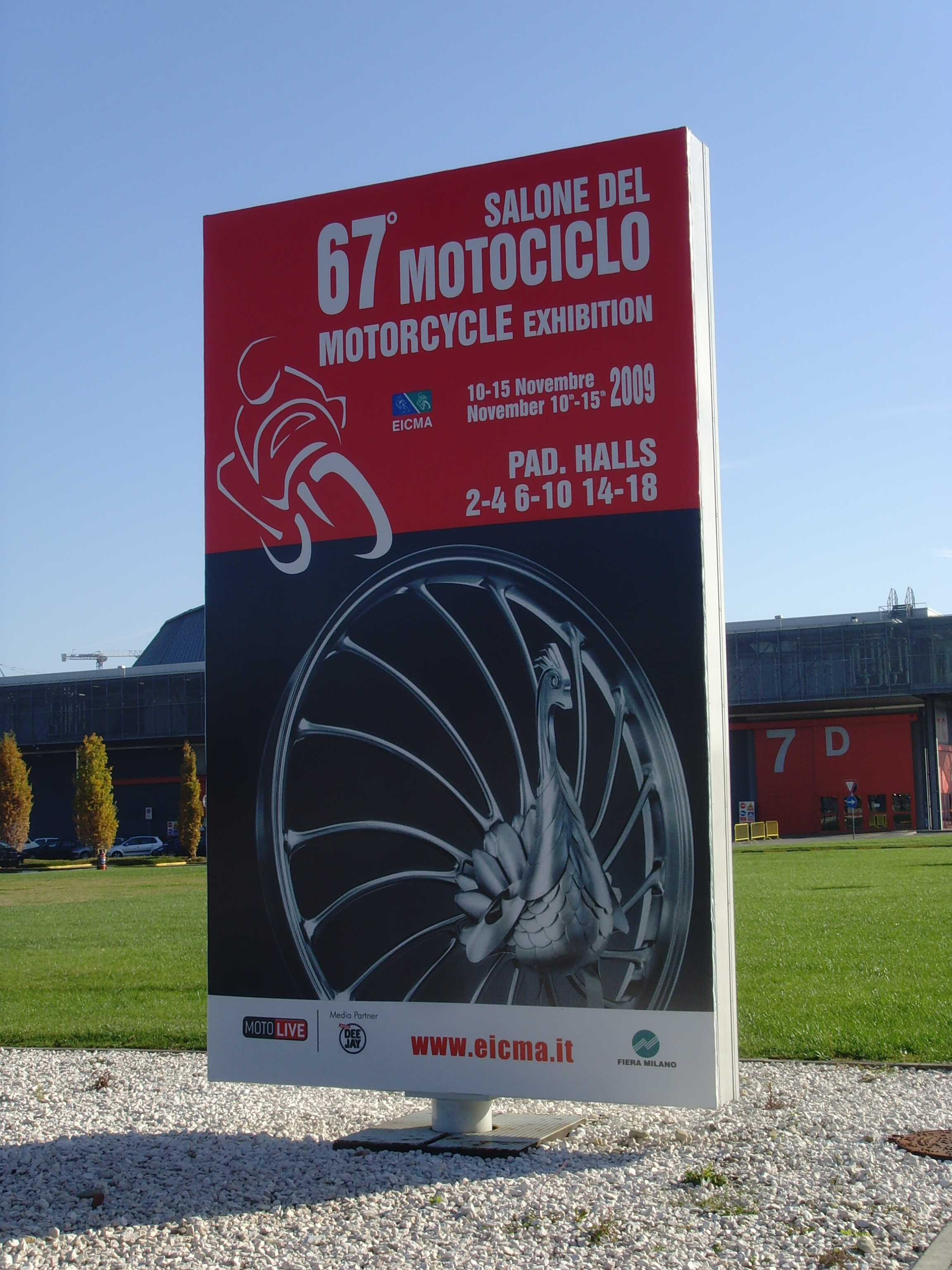
Un salon de la moto EICMA en 2009.

L'appellation Foire de Milan (Fiera di Milano) désigne le système d'exposition de l'Aire métropolitaine de Milan (it). Elle se compose de deux pôles distincts, Fieramilano (it) situé dans la zone limitrophe entre les communes de Rho et Pero, au nord-ouest de la ville de Milan, et de Fieramilanocity (it) situé dans le quartier Piazzale Lotto, sur la commune de Milan. Avec ses 753 000 m² de surface globale, c'est le plus important centre d'expositions d'Europe. 
La Fiera Milano Spa a reçu, au cours de l'exercice 2005-2006, 88 manifestations et a vendu environ 2 millions de mètres carrés nets, 32 405 exposants, et plus de 4,5 millions de visiteurs. 
Parmi les salons les plus représentatifs, on peut citer les évènements annuels mondiaux que sont le Salon du Meuble et la Foire de l'Artisanat, la BI-MU - machines-outils, robots et automation, BIMEC - biennale pour la mécatronique, EMO MILANO Foire mondiale de la transformation des métaux.

## Histoire
En 1881, Milan fut le théâtre d'une première «Exposition nationale», tenue dans les jardins publics de Porta Venezia ; il faudra toutefois attendre 1906, pour qu’à l'occasion de l'ouverture du tunnel du Semplon, la Foire de Milan devienne une institution périodique. Elle est désormais répartie sur deux zones distinctes : la première au centre de la ville de Milan, le centre de la Foire actuelle et le Parc Sempione. Les pavillons du centre ville abritent les expositions consacrées aux sujets plutôt techniques et commerciaux, tandis qu'au Parc Sempione sont réservés les thèmes consacrés à l’art et aux sciences. Le Parc Sempione abrite encore aujourd'hui l'Aquarium de Milan, un des plus beaux d'Europe et dernier vestige de l'ancienne Foire.
Les deux zones, distantes d'à peine deux kilomètres, et séparées par une gare ferroviaire de marchandises, étaient reliées par un petit train électrique. Actuellement, la gare de marchandises et le train de liaison n'existent plus.
En 1906, la Foire de Milan fut le centre de l'Exposition universelle. Le quartier de la foire, FieraMilanoCity a été partiellement démoli en 2007/2008 pour accueillir le projet CityLife. En 2005 le pôle de Rho-Pero a été inauguré.

Images historiques de la Foire de Milan par Paolo Monti
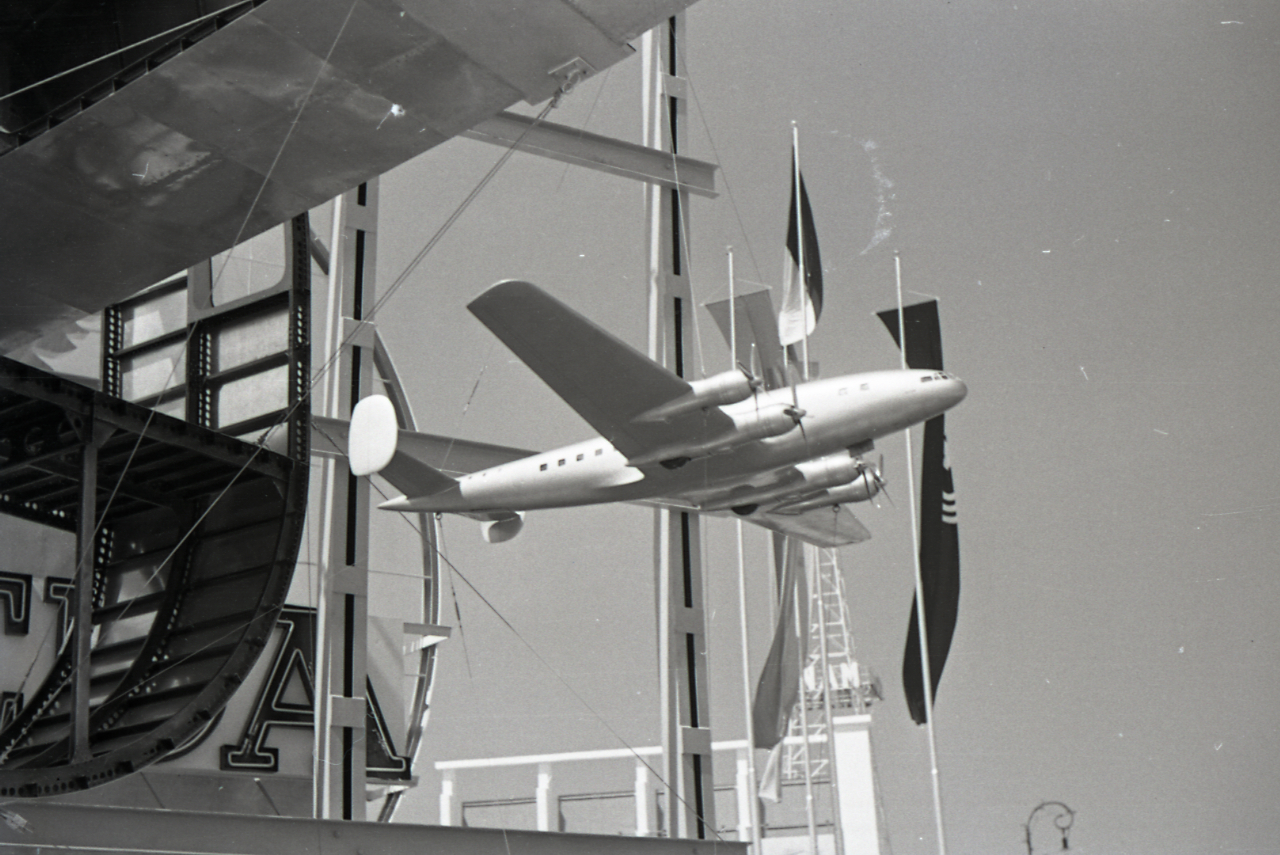
Exposition de 1949.
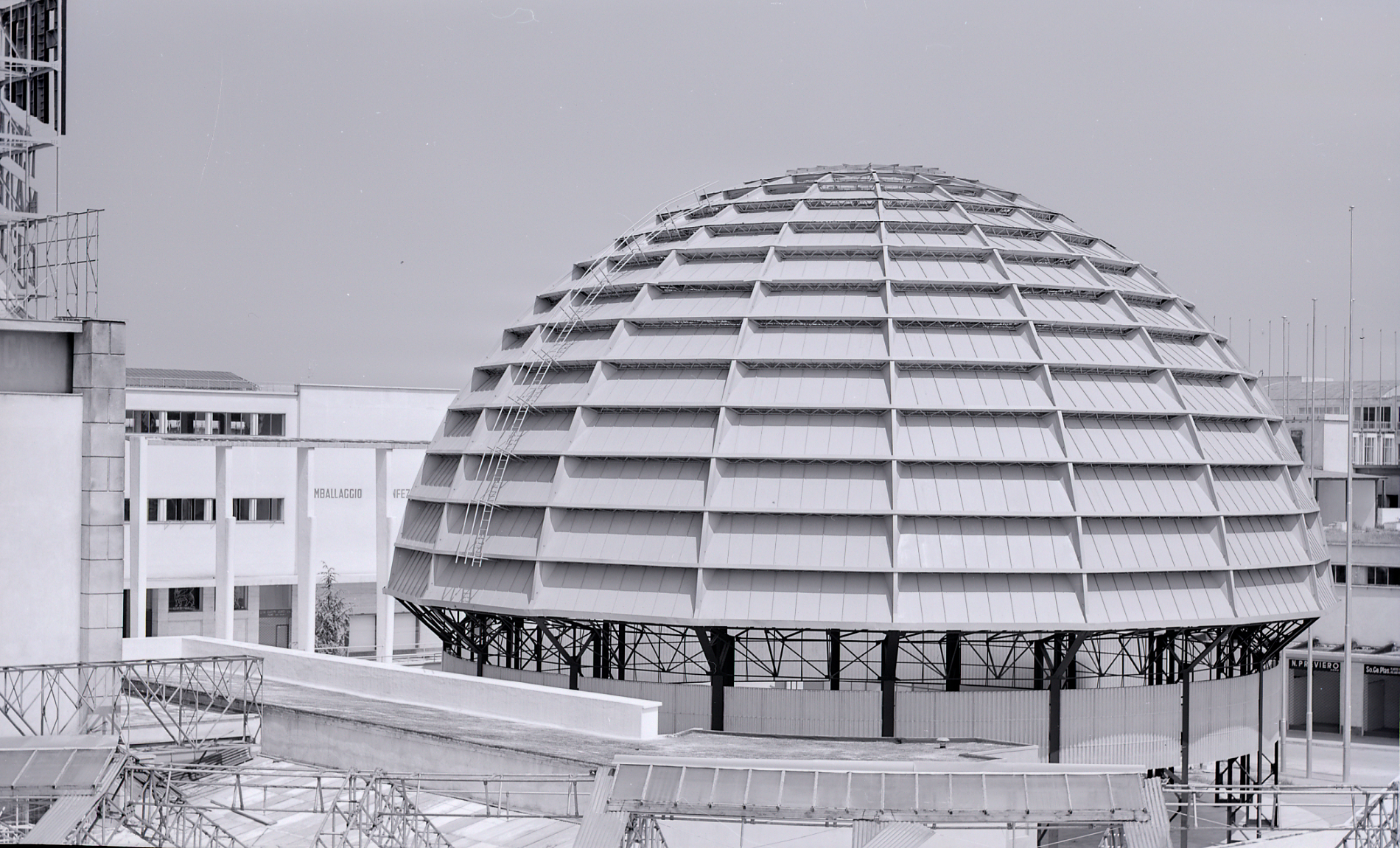
Pavillon ENI, 1959.
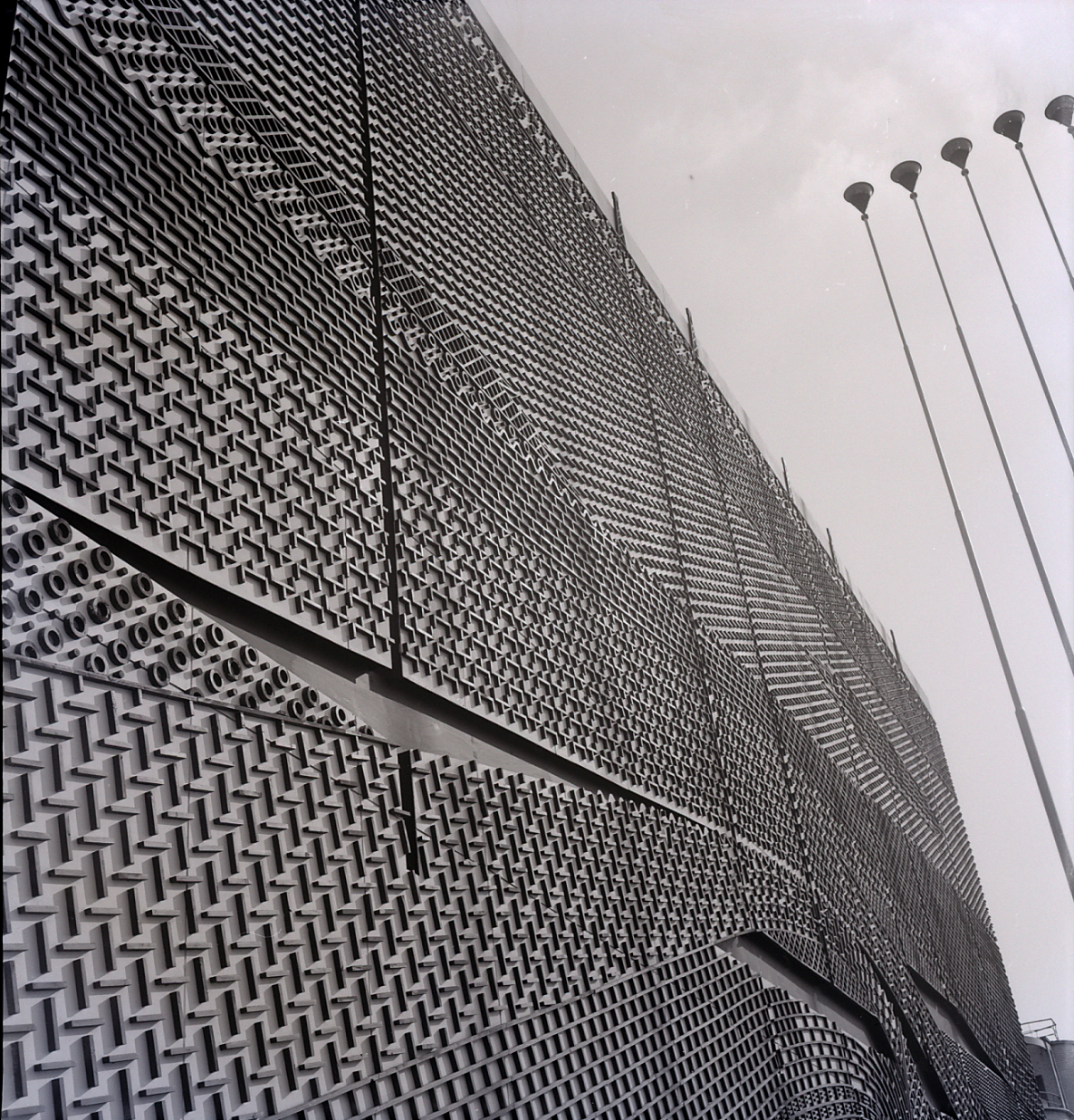
Pavillon ENI, 1959.
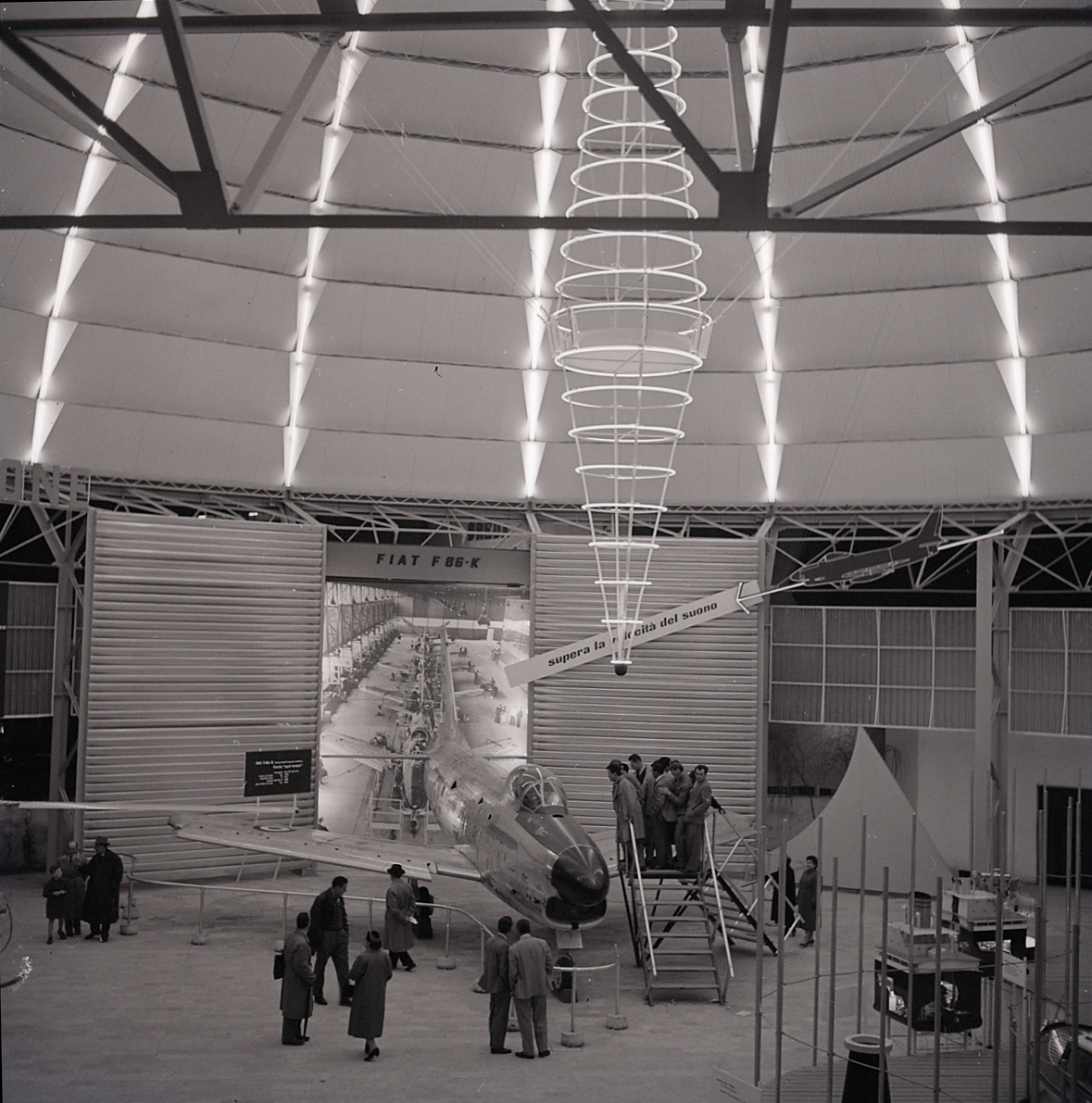
Pavillon ENI, 1959.
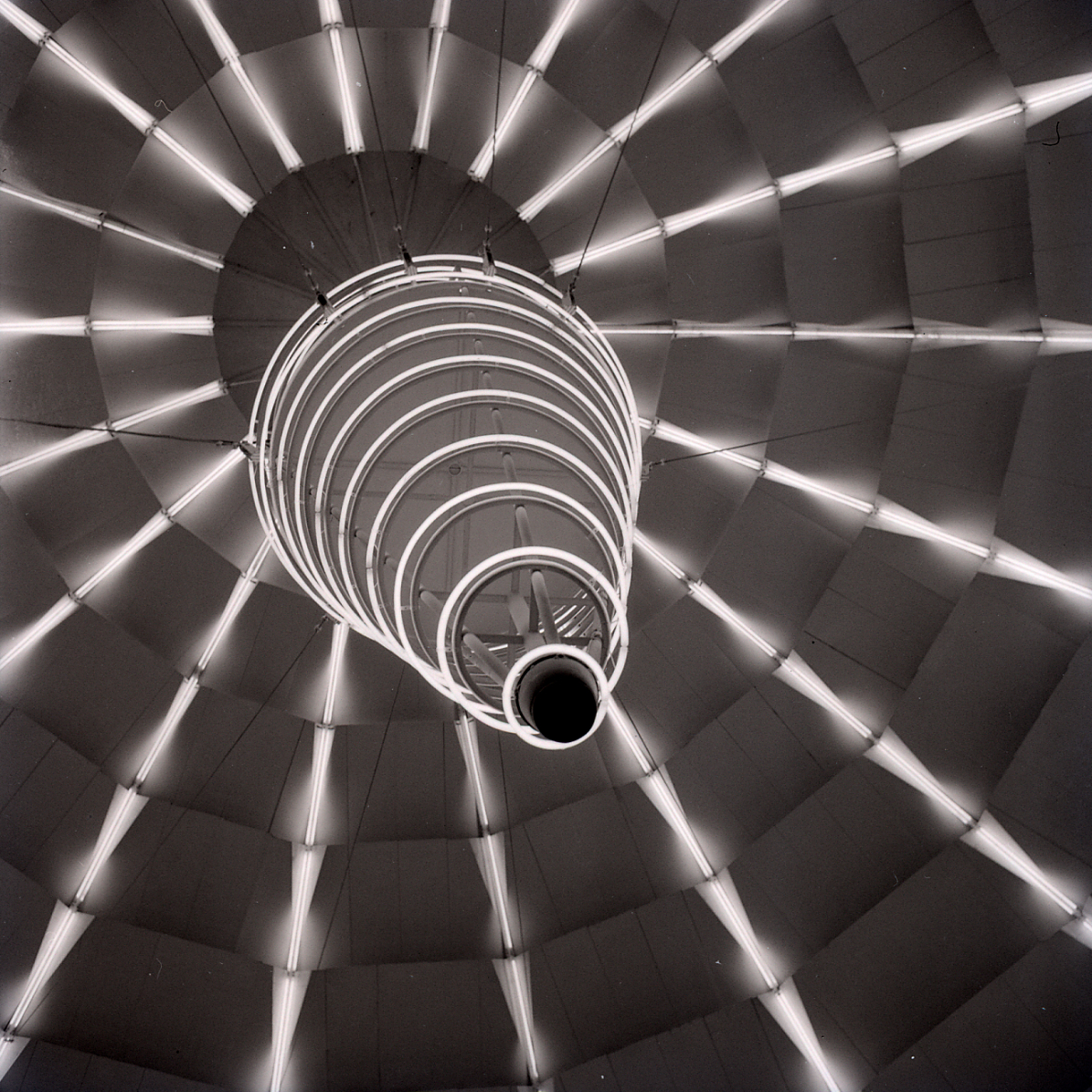
Pavillon ENI, 1959.
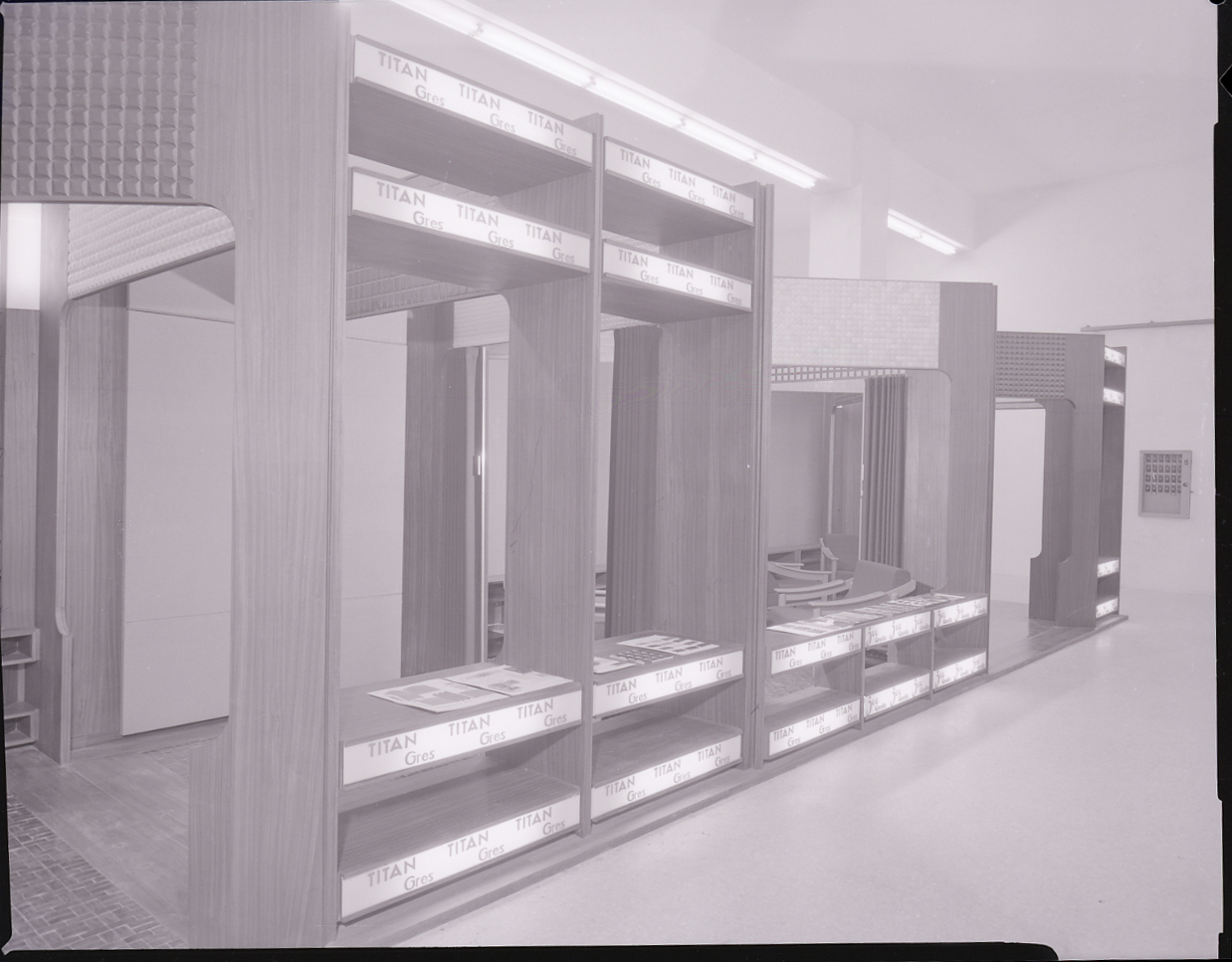
Stand de Titan Gres, 1963.
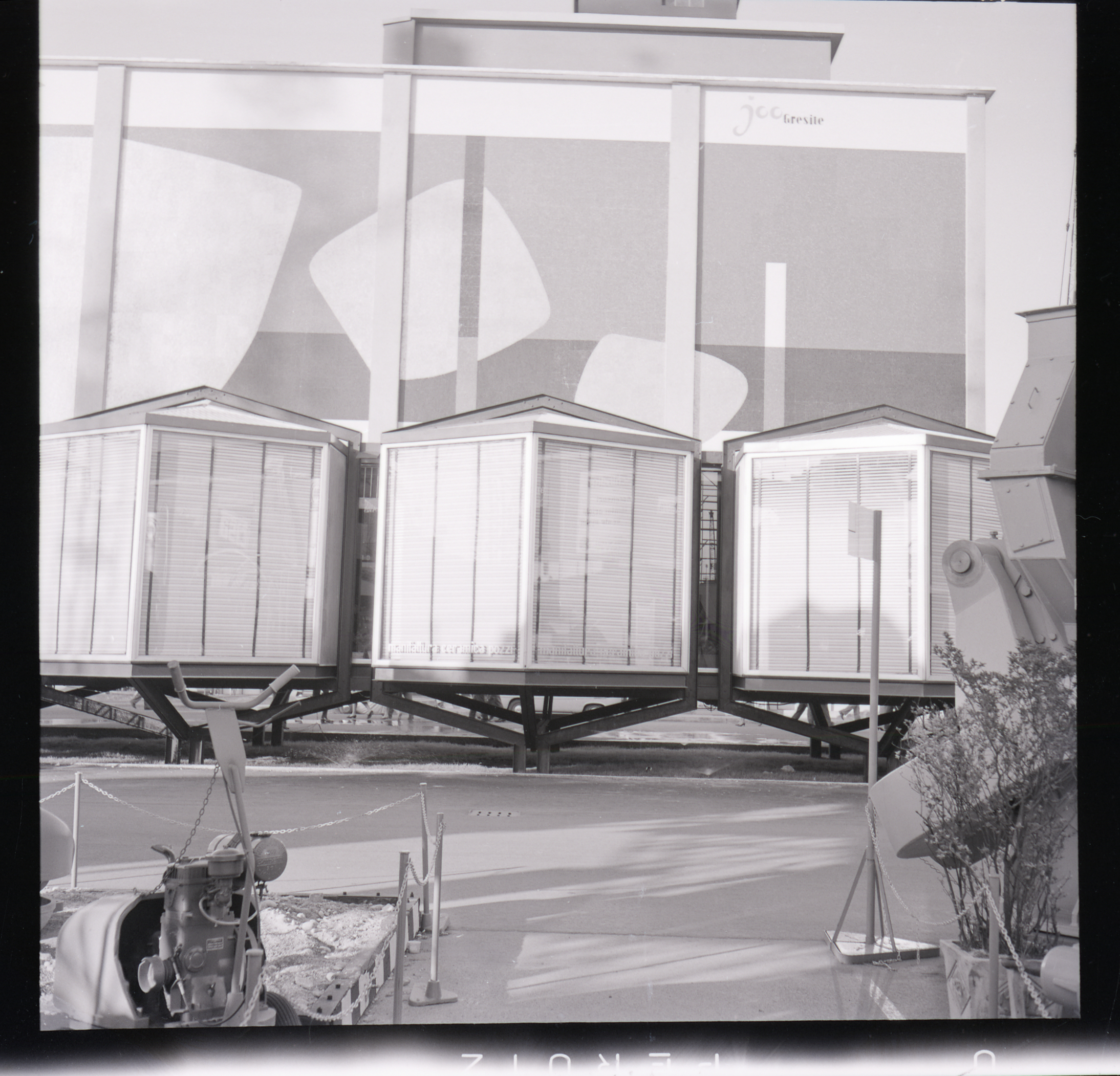
1964.

## PôleFieraMilano Rho/Pero
Le pôle FieraMilano est implanté sur la limite entre les communes de Rho et de Pero, au nord-ouest de Milan, près de l'Autoroute A4, du périphérique ouest de Milan et de la voie ferrée Milan-Turin. 
Le secteur est relié au centre urbain par une ligne directe du Métro de Milan, grâce à la station Rho Fiera MM. La ligne S du réseau ferroviaire rapide de Milan (équivalent du RER parisien) dessert la nouvelle gare A.V. (TGV) de Rho Fiera. 
Ce nouveau centre d'expositions, signé par l'architecte Massimiliano Fuksas, a été inauguré en 2005.

## PôleFieraMilanoCity
Le pôle FieraMilanoCity est situé dans le secteur Piazzale Lotto, au nord-ouest de la commune de Milan. Il comprend la zone historique et la zone du Portello, construite dans les années 1980. Le pôle est desservi par deux stations de la ligne de métro 1 du réseau Métro de Milan, Amendola Fiera et Lotto Fiera-2 ainsi que par la ligne S du réseau ferroviaire rapide (équivalent du RER parisien), Milan-Domodossola-Fiera.
La zone historique a été déconstruite en 2007/2008. Sur la photo ci-dessous on peut voir les premiers travaux de déconstruction. Le 25 mai 2008 le pavillon 20 a été démoli à l'explosif. La surface ainsi libérée a permis la réalisation du projet de restructuration urbaine Citylife, qui prévoit la création de trois gratte-ciels et d'un immense parc public.